# Твид (Онтарио)
Твид (енгл. Tweed) је општина у Канади у покрајини Онтарио. Према резултатима пописа 2011. у општини је живело 6.057 становника.

## Становништво
Према резултатима пописа становништва из 2011. у граду је живело 6.057 становника, што је за 7,9% више у односу на попис из 2006. када је регистровано 5.614 житеља.
| 2006. | 2011. | 2016. |
| ----- | ----- | ----- |
| 5.614 | 6.057 | 6.044 |